# Inishbarra
Inishbarra (iriska: Inis Bearachain) är en ö i republiken Irland.   Den ligger i grevskapet County Galway och provinsen Connacht, i den västra delen av landet, 230 km väster om huvudstaden Dublin. Arean är 1,6 kvadratkilometer.
Terrängen på Inishbarra är platt. Öns högsta punkt är 34 meter över havet. Den sträcker sig 1,5 kilometer i nord-sydlig riktning, och 1,9 kilometer i öst-västlig riktning.  Trakten runt Inishbarra består i huvudsak av gräsmarker.